# Nares Land
Nares Land est une île inhabitée située dans la mer de Lincoln, au large de la côte nord du Groenland. 
Avec une superficie de 1 466 km2, elle est la huitième plus grande île du Groenland et la 257e plus grande île du monde.  L'île appartient au parc national du Nord-Est du Groenland.